# 2067 Aksnes
2067 Aksnes је астероид. Приближан пречник астероида је 42,59 ,
а средња удаљеност астероида од Сунца износи 3,957 астрономских јединица (АЈ).
Инклинација (нагиб) орбите у односу на раван еклиптике је 3,071 степени, а орбитални период износи 2875,098 дана (7,871 година). Ексцентрицитет орбите астероида износи 0,181.
Апсолутна магнитуда астероида износи 10,48 а геометријски албедо 0,062.
Астероид је откривен 23. фебруара 1936. године.